# 古林街道
古林街道，是中华人民共和国天津市滨海新区下辖的一个乡镇级行政单位。

## 行政区划
古林街道下辖以下地区：
官港社区第一、官港社区第二、港电社区、建北里社区、欣欣里社区、世纪花园社区、润泽园社区、凯旋苑社区、福汇园社区、福港园社区、福满园社区、福绣园社区、福锦园社区、福芳园社区、海川园社区、海韵园社区、海通园社区、艾维诺社区、香逸园社区、福渔园社区、海信园社区、福居园社区、海花园社区、上古林村、工农村、建国村、马棚口一村、马棚口二村和古林工业园社区。